# Pisagua
Pisagua es una localidad chilena, ubicada en la zona costera septentrional de dicho país. El caserío, que posee una población de 260 habitantes según el censo de 2002, pertenece administrativamente a la comuna de Huara, en la provincia del Tamarugal, Región de Tarapacá.
Pisagua fue un importante puerto para el embarque y la exportación de nitrato durante el gran auge salitrero industrial que se vivió en el norte de Chile hasta los años 1930. Pese a que hoy es un caserío semiabandonado, llegó a disfrutar hacia el 1900 de modernos muelles con grúas mecánicas, un activo movimiento portuario, diversos edificios gubernamentales, bancos, casas comerciales chilenas y extranjeras, un Teatro Municipal, hoteles y consulados. Contó incluso con servicio de tranvías urbanos, teléfonos y energía eléctrica, así como cable submarino y telégrafo.
Tras el fin de la industria salitrera, Pisagua se convirtió en un pequeño pueblo principalmente pesquero y que fue utilizado por diversos gobiernos como prisión. Durante la última dictadura militar, Pisagua tuvo uno de los principales campamentos de detención y ejecución de opositores políticos.

## Historia

### Fundación

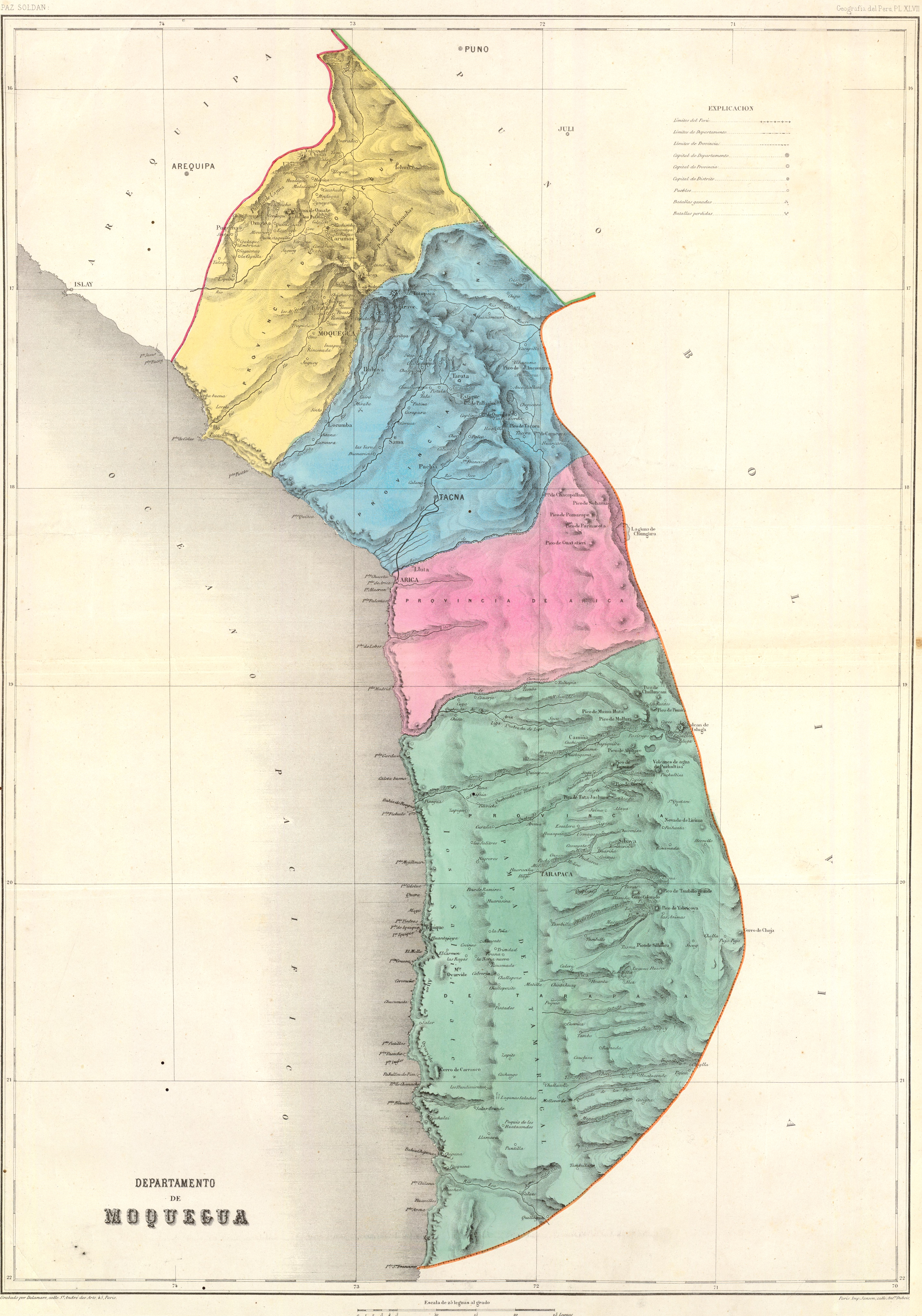
Departamento de Moquegua hacia 1865

Durante la época prehispánica, la bahía donde se localiza Pisagua era habitada por los changos, un pueblo de recolectores nómades, y que habitó las costas del Pacífico entre Camaná, en el sur del Perú, y el río Choapa.
Pisagua tuvo su origen en un asentamiento costero establecido por mestizos peruanos procedentes de Arica y otras localidades del Perú meridional, en las inmediaciones de la desembocadura de la quebrada de Tana o Camiña durante el siglo XVII. El historiador Francisco Risopatrón señala, en su Diccionario Geográfico de las Provincias de Tacna y Tarapacá, que el topónimo corresponde a una voz quechua que significa «lugar de escasa agua» (de Pisi, escaso; gua, agua).
La localidad de Pisagua formó parte del Virreinato del Perú, dependiendo de la intendencia de Arequipa, inicialmente como parte del partido o subdelegación de Tarapacá y, luego, del de Iquique-Pisagua. Con la independencia del Perú del dominio español en 1821, Pisagua formó parte del nuevo país. La localidad original fue destruida en su totalidad el 30 de marzo de 1828 producto de un fuerte terremoto. Los sobrevivientes decidieron trasladarse hacia el sur, cruzando la Punta Pisagua para asentarse al sur de la bahía, junto a la Punta Pichalo; el territorio antiguo ubicado junto a la quebrada pasó a conocerse como Pisagua Viejo.
Inicialmente, el pueblo dependió del Departamento de Arequipa, para luego formar parte del Departamento de Moquegua en 1857. Durante la primera mitad del siglo XIX, sus pobladores fueron atraídos por sus depósitos de guano, los que eran explotados con mano de obra china, también llamados culíes. Para entonces, Pisagua se había transformado en una importante localidad del sur de Perú. En 1867 ocurrió el levantamiento de Tarapacá. En 1868 fue destruida por el fuerte terremoto y tsunami del 13 de agosto, que arrasó con la población, del mismo modo que afectó al puerto de Arica.
La ciudad se reconstruyó rápidamente. En decreto del 20 de junio de 1870, el Gobierno del Perú declaró a Pisagua en un «puerto mayor», principalmente destinado para el embarque de nitrato y yodo al exterior. La industria del salitre había crecido en las décadas posteriores, reemplazando rápidamente al guano como principal industria de la región. El nitrato era explotado en las oficinas salitreras, ubicadas en la pampa interior, a unos 60 km de distancia. Con el fin de exportar el salitre, se comenzó la construcción del Ferrocarril Salitrero de Tarapacá hacia los principales puertos, incluyendo Pisagua. En 1878, Pisagua se convirtió en un distrito del nuevo Departamento de Tarapacá.

### Conquista chilena y auge

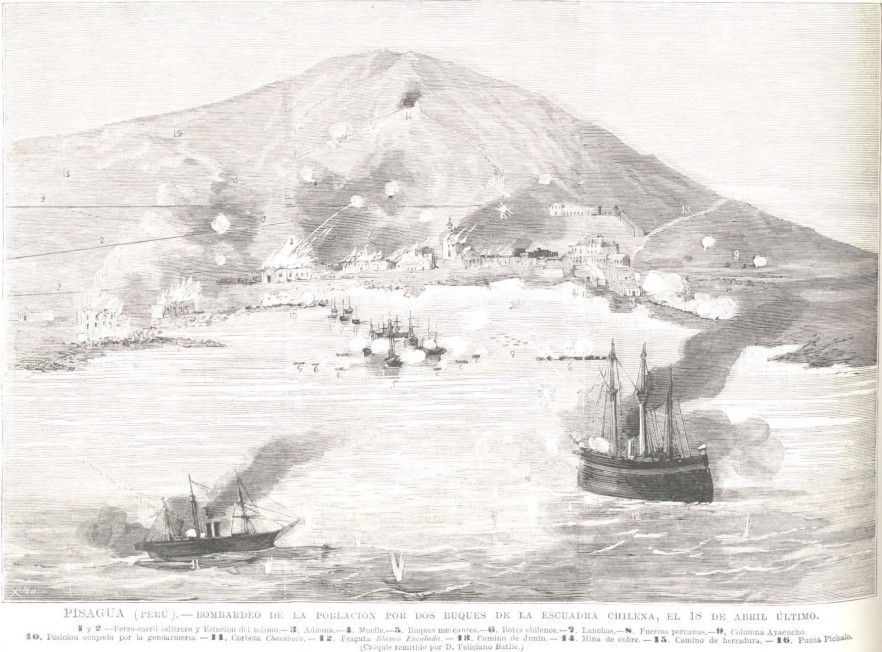
Imagen del bombardeo del puerto peruano de Pisagua por la Armada chilena, el 18 de abril de 1879.

En 1879, estalló la Guerra del Pacífico entre Chile y la alianza de Bolivia y Perú. Pisagua era uno de los principales puertos del Pacífico y, por ende, un preciado objetivo para la escuadra chilena. El 18 de abril de 1879, en el marco de la denominada Campaña Marítima, Pisagua fue bombardeada por naves chilenas, resultando en el incendio de la ciudad.

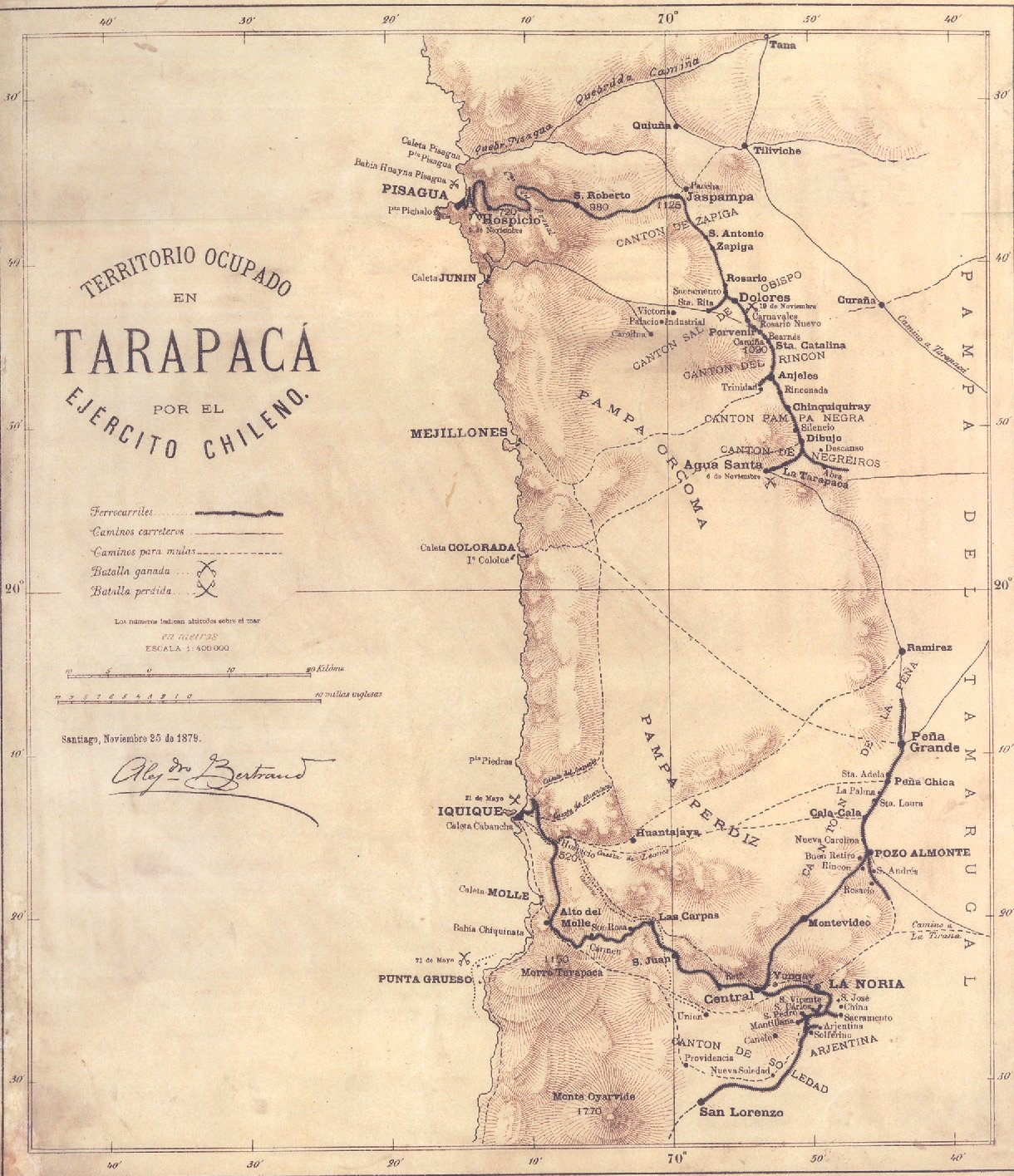
Mapa del departamento peruano de Tarapacá y sus líneas férreas, durante la ocupación chilena. Pisagua está en el extremo norte del mapa.

Tras la victoria chilena en la Campaña Marítima, las fuerzas armadas se prepararon para la estratégica campaña terrestre. Debido a su ubicación estratégica y buenas condiciones geográficas, fue utilizada como punto de partida de la invasión sobre los territorios peruanos, apetecidos por sus vastos yacimientos mineros. El 2 de noviembre de 1879, la Armada chilena inició el desembarco anfibio de tropas en la bahía de Pisagua. Cerca de cinco mil soldados desembarcaron en la bahía, mientras otras dos mil unidades se desplegaron en la cercana Caleta Junín. Antes de las 15:00 de ese día, los ejércitos aliados se replegaron y las fuerzas chilenas ondearon la bandera chilena en el alto de Pisagua. 
La captura de Pisagua fue un golpe importante a las fuerzas aliadas. Su ubicación intermedia entre los principales regimientos aliados, ubicados en Tacna e Iquique, permitió cortar las comunicaciones entre ambos grupos, además de acceder a los recursos mineros de la región. La subsiguiente Campaña de Tarapacá se resolvió en las semanas siguientes en favor de Chile; el ejército aliado se replegó a Arica luego de la batalla de Tarapacá, dejando la región en manos chilenas el 27 de noviembre. Luego de la victoria chilena en la guerra, los territorios ocupados fueron administrados por el país austral y el Tratado de Ancón, firmado por Chile y Perú en 1883, dejó la provincia de Tarapacá (incluyendo Pisagua) a perpetuidad en manos chilenas. 

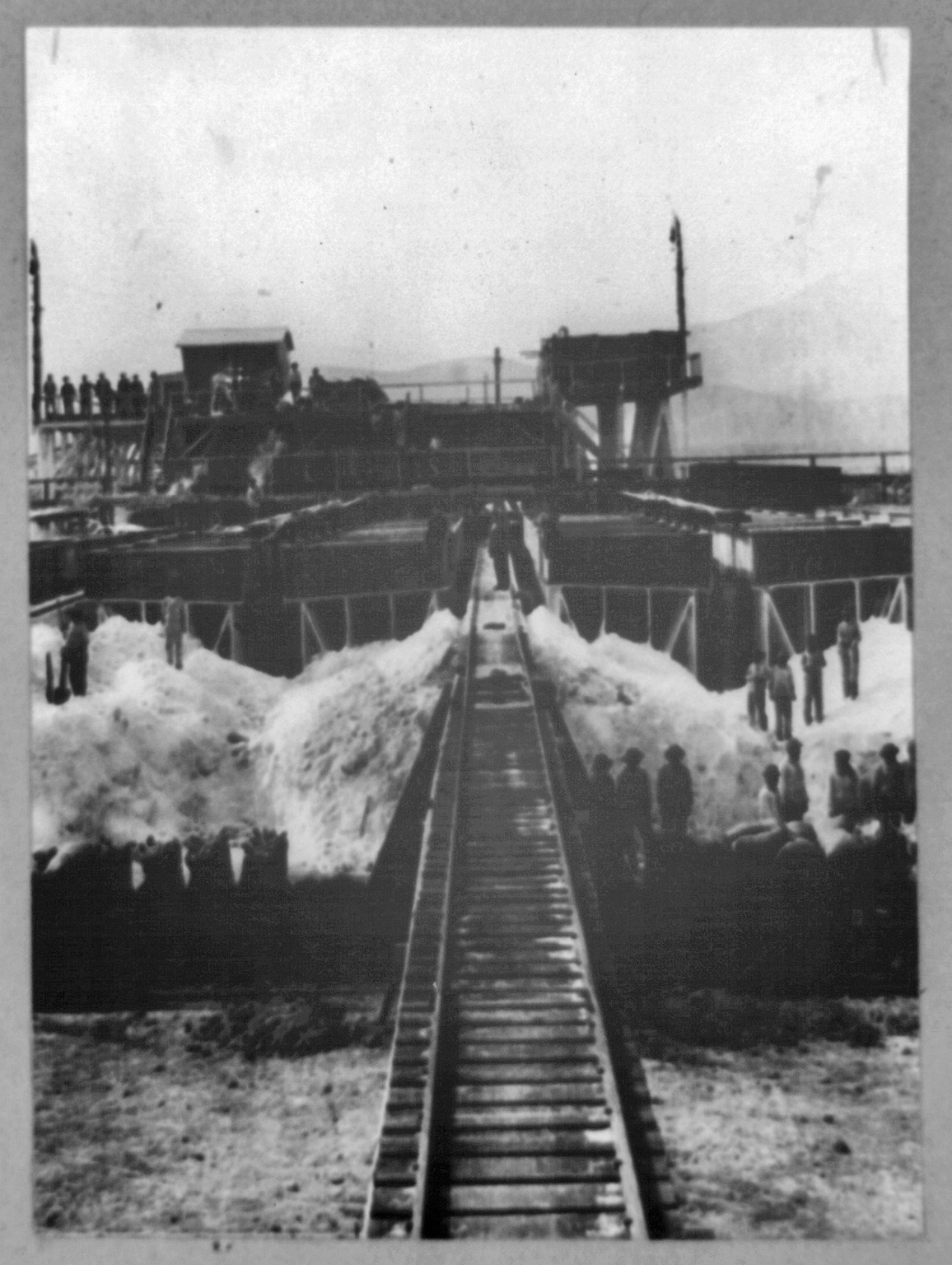
Una oficina salitrera de la Pampa del Tamarugal, desde donde se enviaba el nitrato al puerto de Pisagua.

Desde su ocupación, el gobierno inició un proceso de chilenización y de reconstrucción en el territorio de Tarapacá. Pisagua fue completamente reedificada, adquiriendo un nuevo aspecto urbano, con calles rectas y manzanas más o menos regulares. Francisco Risopatrón decía de ella, hacia 1890:

Sus edificios son de madera, pintados de varios colores, y cómodos; sus calles limpias y empedradas en su mayor parte. [...] Cuenta hermosos edificios, tanto fiscales como particulares, muelle, aduana, gobernación, escuelas primarias, cuerpo de bomberos, telégrafos, teléfonos, cable submarino, correos, registro civil, iglesia parroquial, ferrocarril urbano, ferrocarril salitrero y un activo comercio
Risopatrón, Francisco (1890). Diccionario jeográfico de las provincias de Tacna i Tarapacá.

La rápida reconstrucción y desarrollo de la ciudad tuvo su origen en su privilegiada posición como importante lugar de embarque del nitrato chileno, como asimismo de abastecimiento de productos y servicios a la región salitrera septentrional. Para ese entonces, Pisagua ya era el tercer puerto salitrero más grande de Chile. 

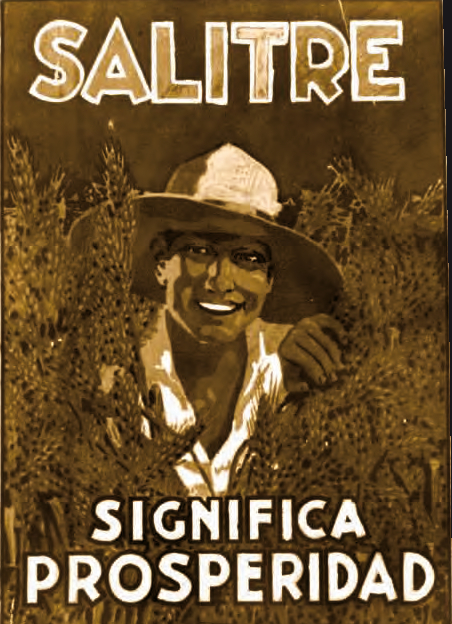
Afiche de propaganda del salitre chileno.

Pisagua se convirtió en una de las ciudades más bellas de la árida costa norte de Chile, debido a la construcción de viviendas y edificios urbanos (como la estación de trenes, el Teatro Municipal y el mercado) en pino oregón. Varias sucursales de bancos y de tiendas comerciales, chilenas y extranjeras, se instalaron en la ciudad para servir a las oficinas salitreras vecinas. Entre 1889 y 1917, la ciudad era recorrida por una línea de tranvías urbanos, avaluados en 15 000 pesos de la época y que pertenecían a la Compañía Ferrocarril Urbano de Pisagua. Asimismo, existían algunos consulados honorarios extranjeros, y radicaron allí no pocos inmigrantes peruanos, bolivianos, chilenos, europeos y norteamericanos (estos últimos, eran en su mayor parte comerciantes, ingenieros portuarios y ferroviarios, e industriales), todos los cuales eran atraídos por las actividades portuarias, mineras, ferroviarias y comerciales, a las cuales daba lugar la explotación del nitrato. 
Desde su puerto se despachaban buques a destinos tan lejanos como Hamburgo, Amberes o Yokohama. Su estación ferroviaria, en tanto, constituía el término norte de los llamados "ferrocarriles salitreros", construidos por capitales ingleses años antes, como resultado de iniciativas particulares, que siempre enfrentaron la escasez de agua. Hacia 1895, el ferrocarril unía Pisagua con Iquique y, a partir del 23 de noviembre de 1913, con Santiago, vía la estación ferroviaria de Pintados, lugar donde se unía la sección meridional del ferrocarril salitrero de Iquique con la línea Longitudinal Norte. Hacia 1897, el Ferrocarril Salitrero de Pisagua estaba avaluado en más de 5 349 000 pesos de la época, constituyendo el bien raíz de mayor costo de la zona, superior incluso a las salitreras más ricas del Departamento, como Josefina, Agua Santa y Aguada, valoradas entre 2,1 y 2,3 millones de pesos de la época.
Con ocasión de la denominada Revolución de 1891, el puerto adquirió una inusitada importancia para la vida política nacional. Temiéndose que fuese atacado por las tropas del Ejército, la Junta de Gobierno de Iquique instruyó a la Escuadra instalar una serie de baterías costeras para proteger el puerto y que aún pueden observarse en la actualidad.

### Departamento de Pisagua

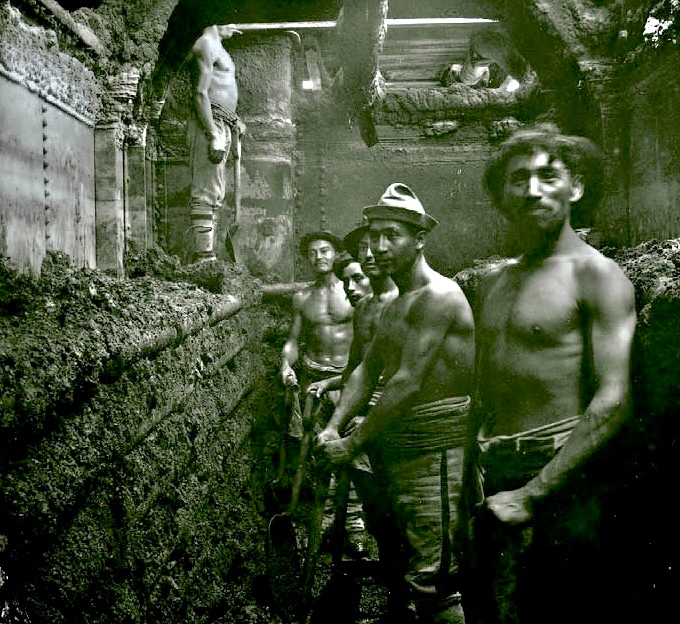
Peones de una faena salitrera, hacia el 1900

Con la incorporación formal de la provincia de Tarapacá al territorio chileno en 1884, fue creado el Departamento de Pisagua, con una Gobernación y una Municipalidad que sobrevivió hasta 1979, cuando fue anexada a la comuna de Huara. El Departamento de Pisagua tenía como límites la quebrada de Camarones por el norte (que la separaba del departamento de Arica, parte de la entonces provincia chilena de Tacna), la República de Bolivia al extremo este, la quebrada de Aroma al sur, y el océano Pacífico al oeste. Tenía una extensión de 10 000 km² y una población, hacia 1895, de 21.000 hab. Estaba dividido formalmente en cinco subdelegaciones: 1.ª Pisagua, 2.ª Santa Catalina, 3.ª Aroma, 4.ª Camiña y 5.ª Camarones. Fuera de la zona costera, en el departamento existían principalmente algunas aldeas altiplánicas habitadas por indígenas aymaras en las zonas cordilleranas y cerca de un centenar de oficinas salitreras a lo largo del sector norte de la Pampa del Tamarugal. Esta región estaba dividida en cantones, que agrupaban a las salitreras, destacando algunas como San Francisco, Zapiga o Negreiros (la más grande, con una población de 4837 habitantes en 1895).

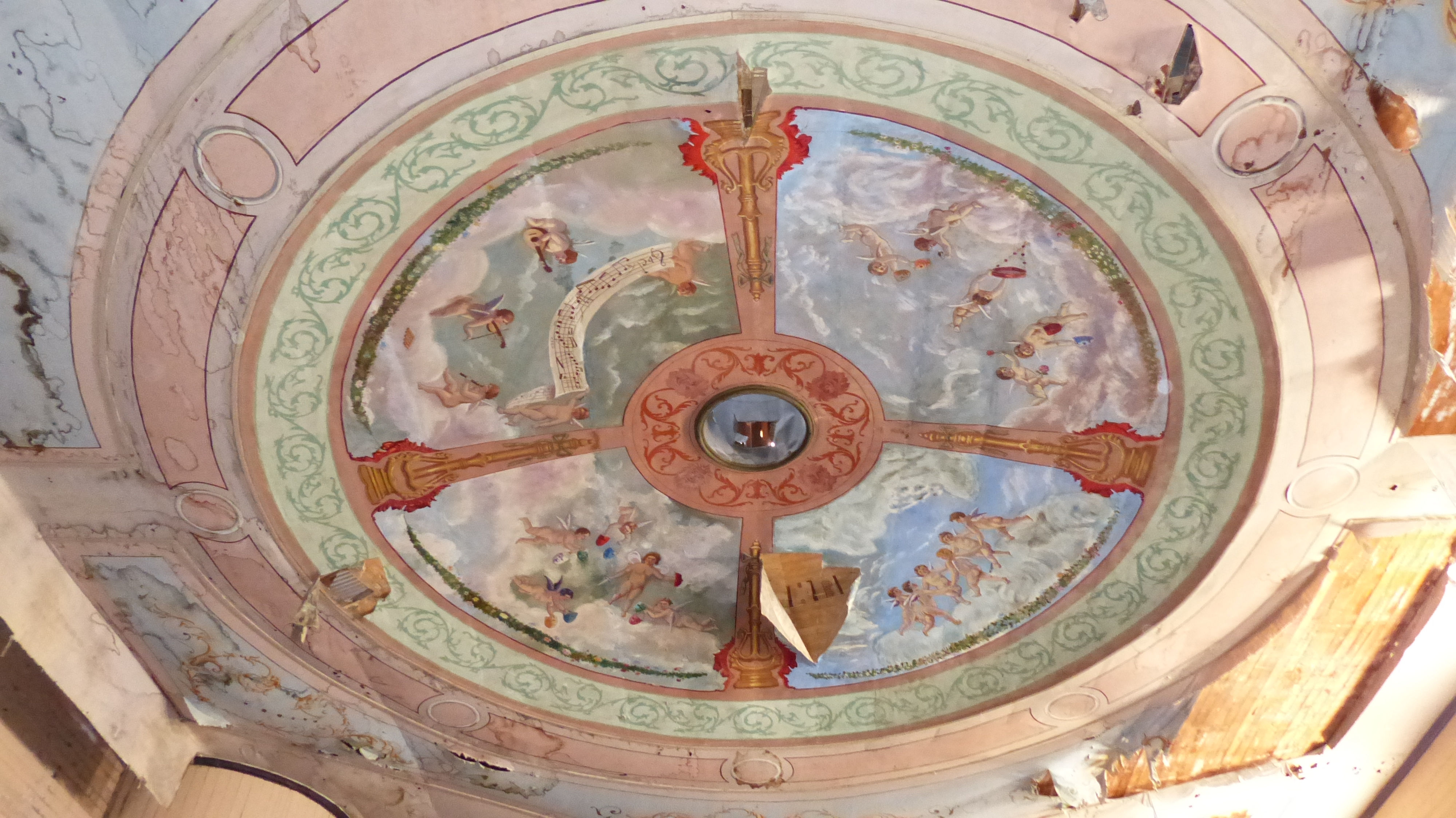
El auge salitrero permitió la construcción de diversas obras arquitectónicas de gran calidad. Entre ellas destacaba el Teatro Municipal, cuyo techo aparece en la imagen, obra del pintor y sindicalista Sixto Rojas Acosta.

La Subdelegación de Pisagua se dividía a su vez en tres distritos: Mar (1.º), que correspondía al sector urbano y la zona norte; Pichalo (2.º), la parte sur de la ciudad y el sector de la península del mismo nombre; y, Junín (3.º), que abarcaba toda la zona sur de la Subdelegación, incluyendo Caleta Junín. En Pisagua también estaba una sede de Aduanas, de la cual dependía el puerto de Caleta Junín. Eclesiásticamente, dependía directamente de la Santa Sede, a través de la Vicaría de Iquique, y contaba con una parroquia, llamada San Pedro de Pisagua. Formaba parte asimismo de la 2ª Gobernación Marítima, que tenía asiento en el Puerto de Iquique. El Registro Civil de Chile tenía en el Departamento tres circunscripciones: Pisagua, Camiña y Negreiros. 
La población del puerto hacia fines del siglo XIX varió entre los 3635 habitantes descritos por Espinoza y los 9000 descritos por Risopatrón. Para cubrir las necesidades de agua de la población, esta era trasportada en barco desde Arica y, en menor medida, era conducida a lomo de mula desde los pozos ubicados en Quiuña, en la quebrada Retamilla, al noreste del puerto. Por su parte, Caleta Junín, ubicada al sur del puerto, tuvo una relativa importancia durante el auge salitrero. Al igual que el puerto de Pisagua, contó con una línea férrea que terminaba en un andarivel de 1250 metros de longitud que permitía bajar los 650 m de altura desde el farellón costero al puerto. La caleta tenía, hacia 1895, 981 habitantes.

### El ocaso de Pisagua

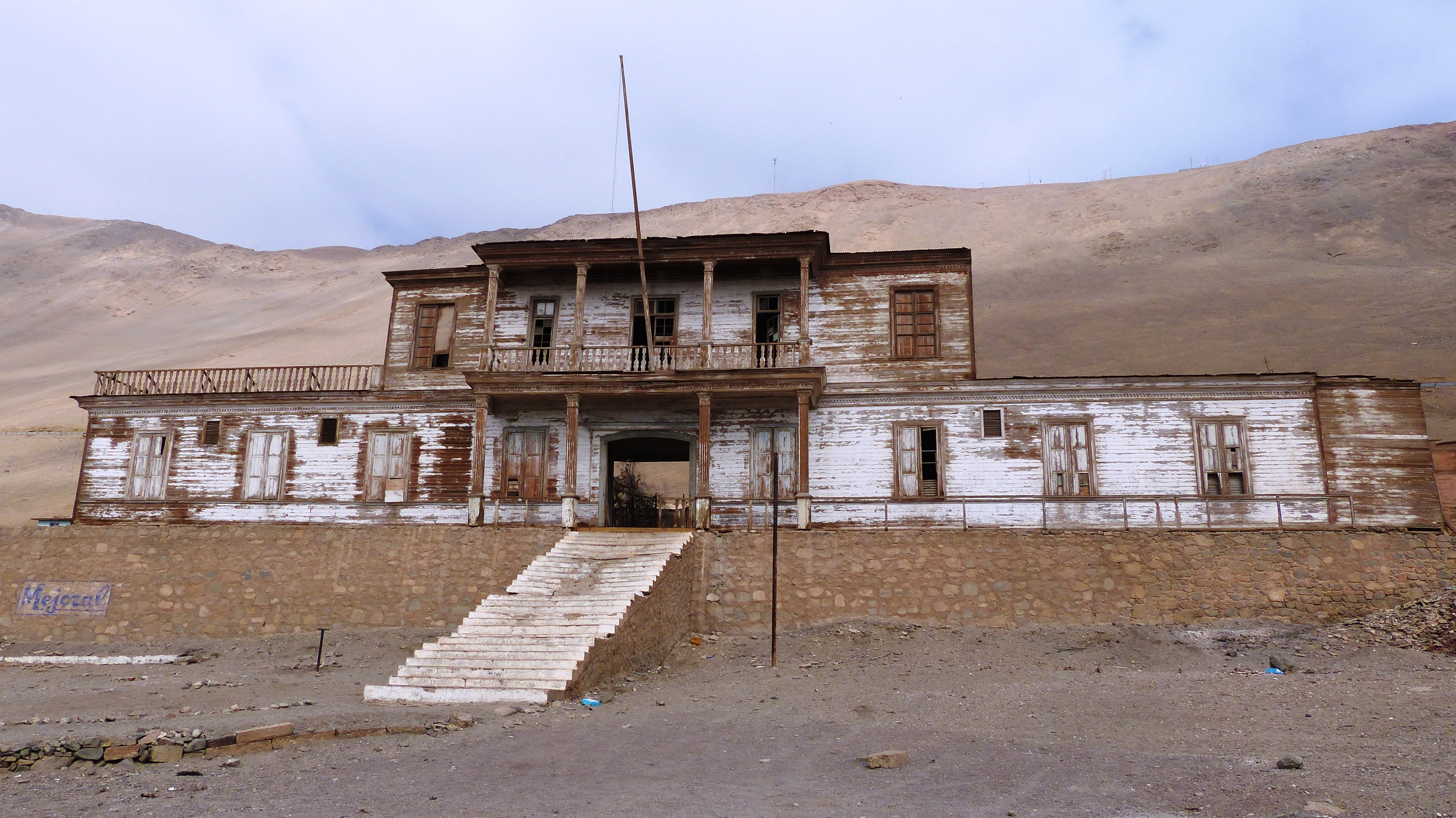
Vista del antiguo Hospital de Pisagua.

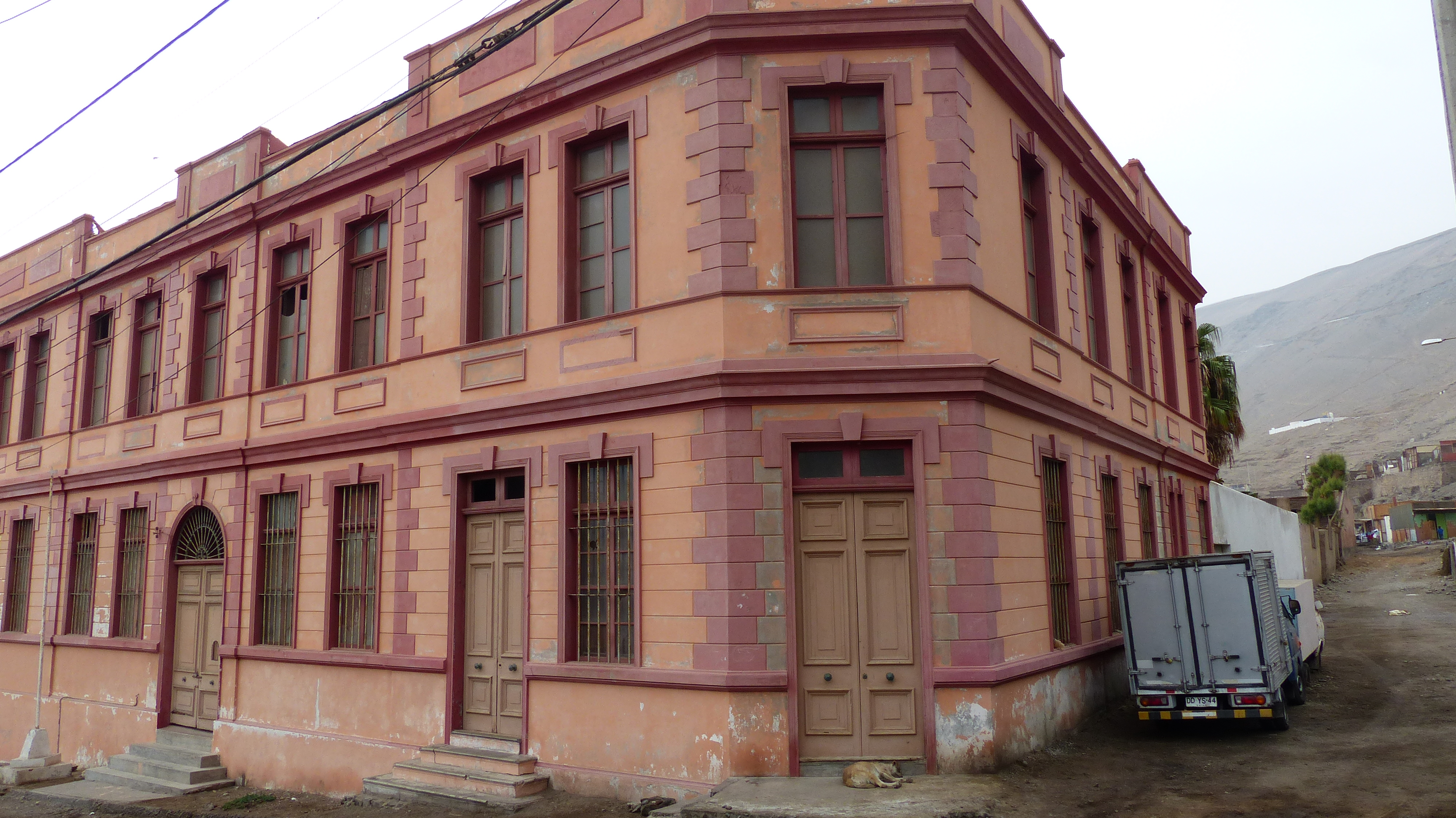
La antigua Cárcel Pública, uno de los puntos de detención durante la dictadura militar.

La importancia económica de Pisagua se mantuvo hasta el fin de la economía salitrera. El término de la I Guerra Mundial y la invención del “salitre sintético” provocaron un colapso de la industria del nitrato en el norte de Chile hacia fines de los años 1920, lo que sumado a la Gran Depresión internacional generó una catástrofe nacional. Las oficinas salitreras fueron cerradas progresivamente y los obreros migraron hacia el sur del país, buscando nuevas oportunidades. Sin salitre que exportar, Pisagua perdió gran parte de su relevancia. La pesca se convirtió en el principal sustento económico, mientras sus habitantes abandonaban la región.
A fines de los años 1950, la zona urbana decayó y, como resultado del abandono de su población, perdió su sitial como la tercera ciudad de la zona, descontinuándose el servicio ferroviario y desmembrándose gran parte de su territorio para formar nuevas comunas en el interior del Departamento. El 8 de septiembre de 1970 fue creada la comuna de Camiña con la región cordillerana del departamento, y finalmente en 1979, la comuna de Pisagua es derogada, pasando a depender administrativamente de la comuna de Huara.

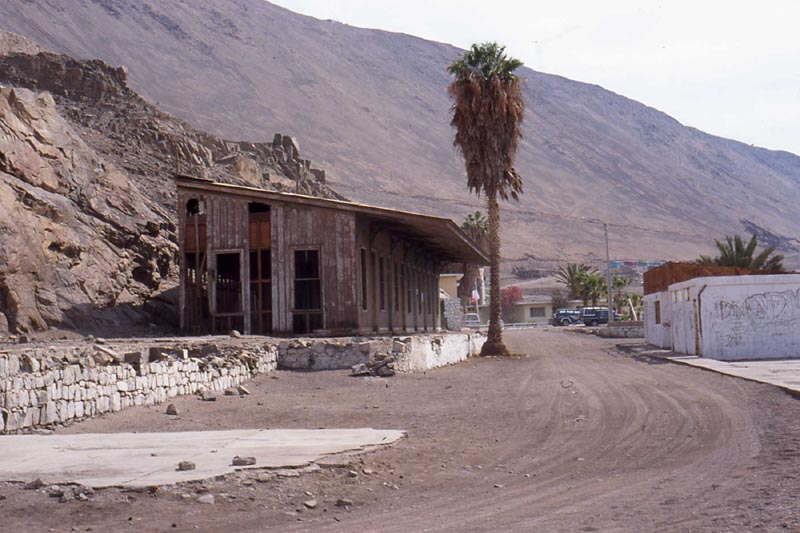
Vista de la antigua estación de FF.CC. y ruinas del campo de concentración instalado en 1973 por la dictadura militar.

Durante el siglo XX, debido a su aislamiento y reducida población, Pisagua se convirtió en un centro de detención de varios gobiernos chilenos. El puerto fue utilizado como lugar de reclusión de homosexuales a partir del 18 de marzo de 1942, durante el gobierno de Jerónimo Méndez, fecha en que se habilitó una sección denominada «Presidio Especial» en la cárcel de la localidad destinada a albergar dichos reos. Posteriormente, durante el gobierno de Gabriel González Videla (1946-1952), la cárcel se convirtió en lugar de reclusión de comunistas en el contexto de la llamada "Ley maldita".
Tras el golpe de Estado de 1973 liderado por Augusto Pinochet, Pisagua fue nuevamente utilizado como campo de concentración por la dictadura militar. En esta oportunidad, Pisagua fue uno de los puntos más emblemáticos a nivel nacional debido al alto número de asesinados y detenidos desaparecidos registrados en el puerto. Se estima que más de 2500 personas pasaron por las prisiones localizadas en el puerto; aparte de la Cárcel Pública del pueblo, fueron utilizados como campos de detención el Teatro Municipal, el Mercado y el terreno junto a la antigua estación de ferrocarriles. Los detenidos no tenían acceso a visitas de familiares ni de organizaciones como la Cruz Roja. Muchos detenidos fueron ejecutados bajo el argumento de que intentaban escapar o eran lanzados al mar.
Tras el fin de la dictadura en 1990, se iniciaron diversas causas judiciales con el fin de esclarecer las violaciones a los derechos humanos ocurridas durante ese período. El llamado Caso Pisagua fue uno de los más emblemáticos luego de que una fosa común con cerca de veinte cuerpos de ejecutados, que se encontraban en buenas condiciones de conservación, fuera encontrado junto al antiguo cementerio del puerto.

### Pisagua en la actualidad

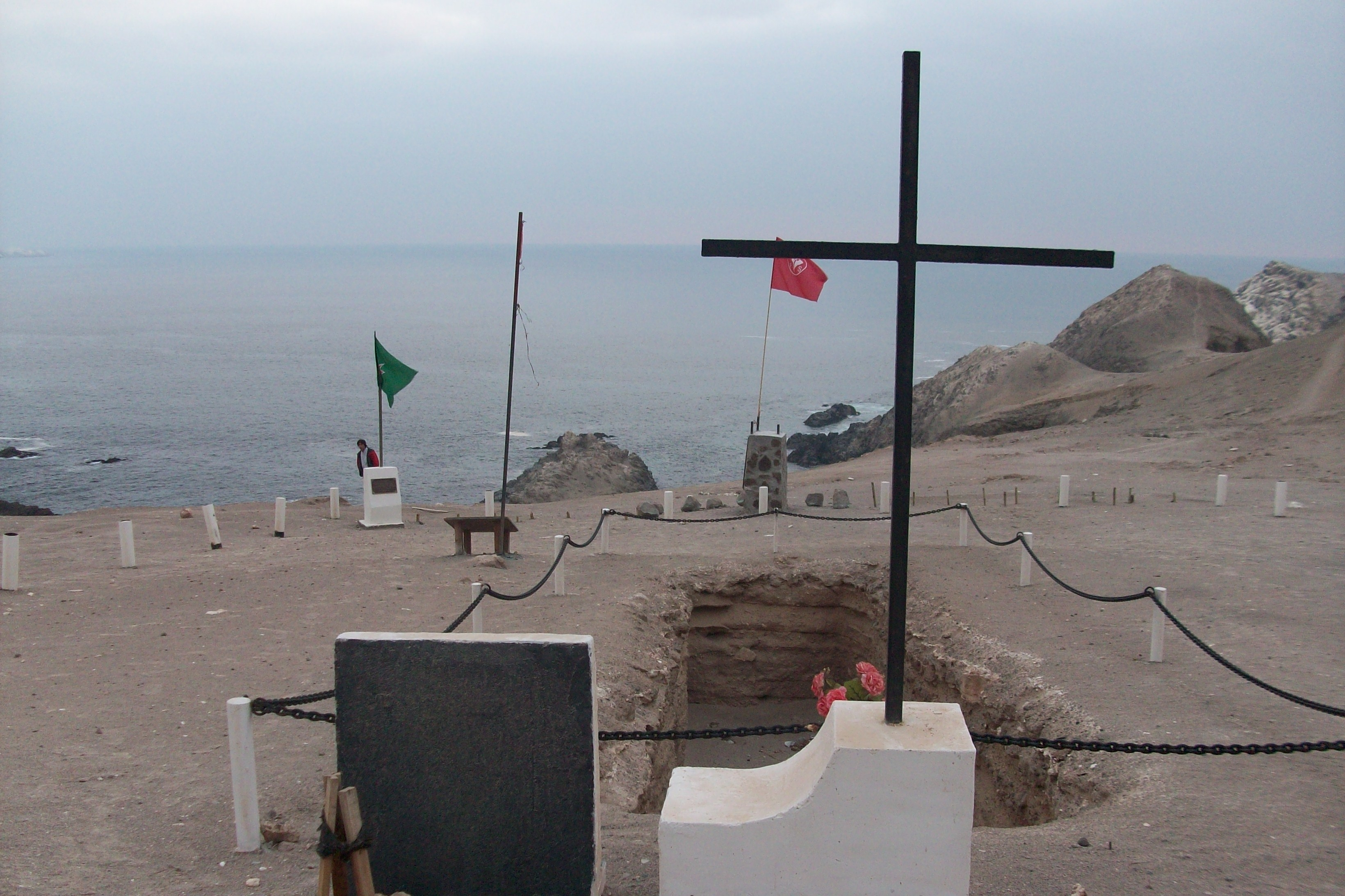
El memorial a los derechos humanos, ubicado en la fosa común descubierta en 1990.

En la actualidad, Pisagua es una pequeña caleta de pescadores y tiene 260 habitantes en 125 viviendas, de los cuales 162 son hombres y 98 son mujeres. Las principales actividades económicas corresponden a la pesca artesanal y la recolección de algas, como el huiro. Muchos de los edificios de la época de gloria de la ciudad se encuentran en mal estado de conservación, aunque algunos edificios emblemáticos han sido lentamente restaurados, como la Torre del Reloj o el Teatro Municipal. 
Hacia 1997, se logró electrificar el pueblo y durante los años 2000 se pavimentó la Ruta A-40 que permite conectar la ciudad con la Ruta 5 (Longitudinal o Panamericana Norte), ubicada a 39 km al este del actual caserío. Cruzando esta última carretera, se transforma en la Ruta A-45, que conduce al poblado altiplánico de Camiña. Pese a ello, la localidad se mantiene aislada. Esfuerzos por completar la Ruta 1, la llamada Ruta Costera que conectaría Arica e Iquique pasando por Pisagua, no han podido ser completados por el alto costo de construcción. 
El terremoto del 1 de abril de 2014 tuvo una magnitud 8,2 y su epicentro se ubicó frente a las costas de Pisagua. A los primeros 45 minutos se registró el primer frente de olas del tsunami generado, alcanzando un máximo de 1,8 m de altura. Pese a ello, el daño fue limitado; si bien gran parte de los edificios históricos del poblado sufrieron daños, no se registraron víctimas fatales en la ciudad.

## Geografía

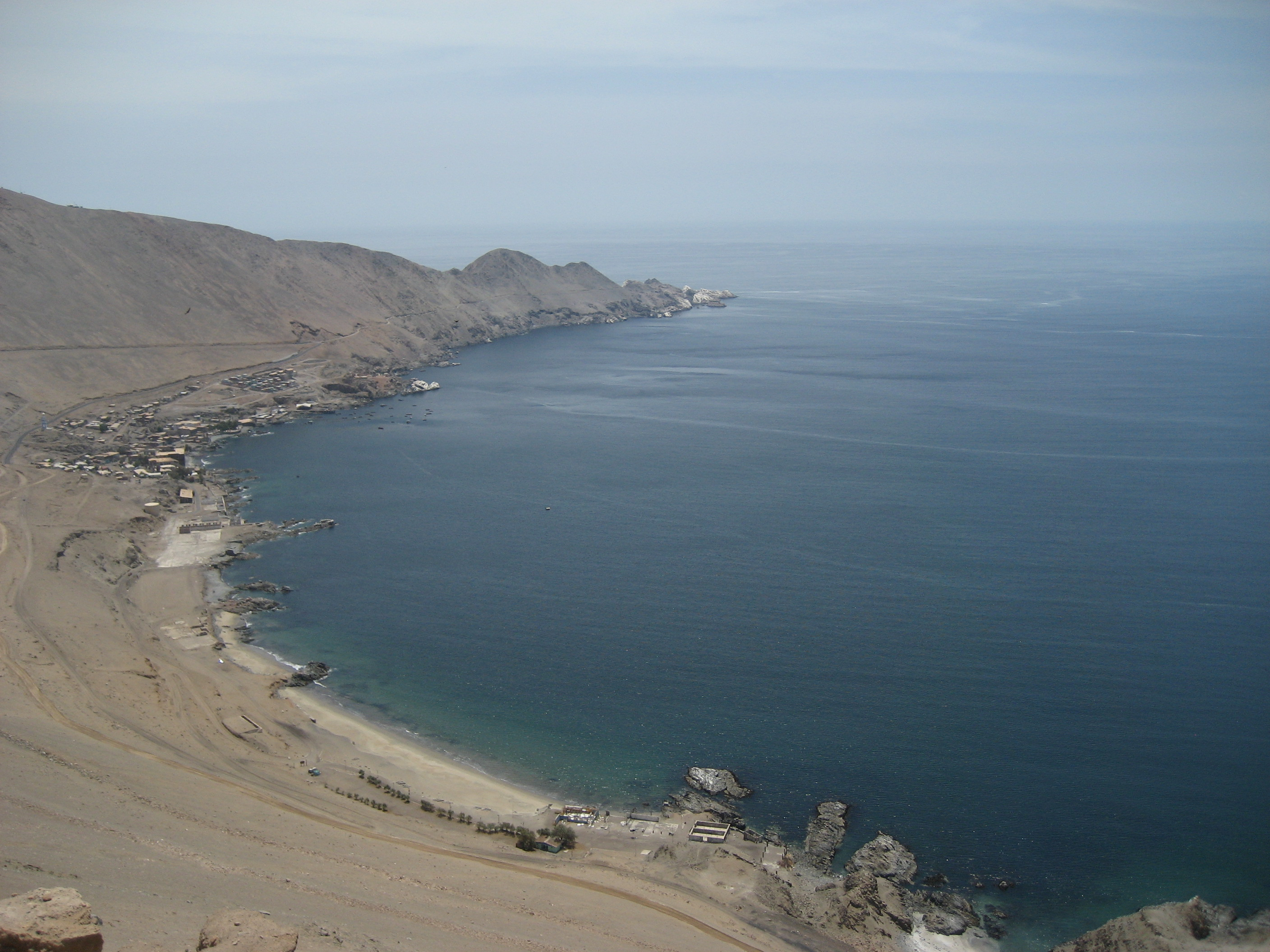
Vista de la bahía de Pisagua hacia el sur. Al fondo se observa el pueblo de Pisagua y Punta Pichalo.

Pisagua está ubicada geográficamente a 19°35′S 70°13′O / -19.583, -70.217, a 1980 km al norte de su capital, Santiago, a 229 km al sur de Arica y 161 km al norte de Iquique, las principales ciudades del extremo norte de Chile.
Se ubica sobre la amplia bahía de Pisagua que se abre por el noroeste hacia el océano Pacífico, al cual caen directamente los altos y escarpados cerros de la Cordillera de la Costa septentrional, sobre los cuales están las pampas del desierto de Atacama, destacando la Pampa del Tamarugal. La bahía de Pisagua es uno de los pocos sectores de la costa del Pacífico entre Arica e Iquique habilitadas para el fondeamiento de naves, lo que permitió ser habitada y convertirse en uno de los principales puertos de la región. 

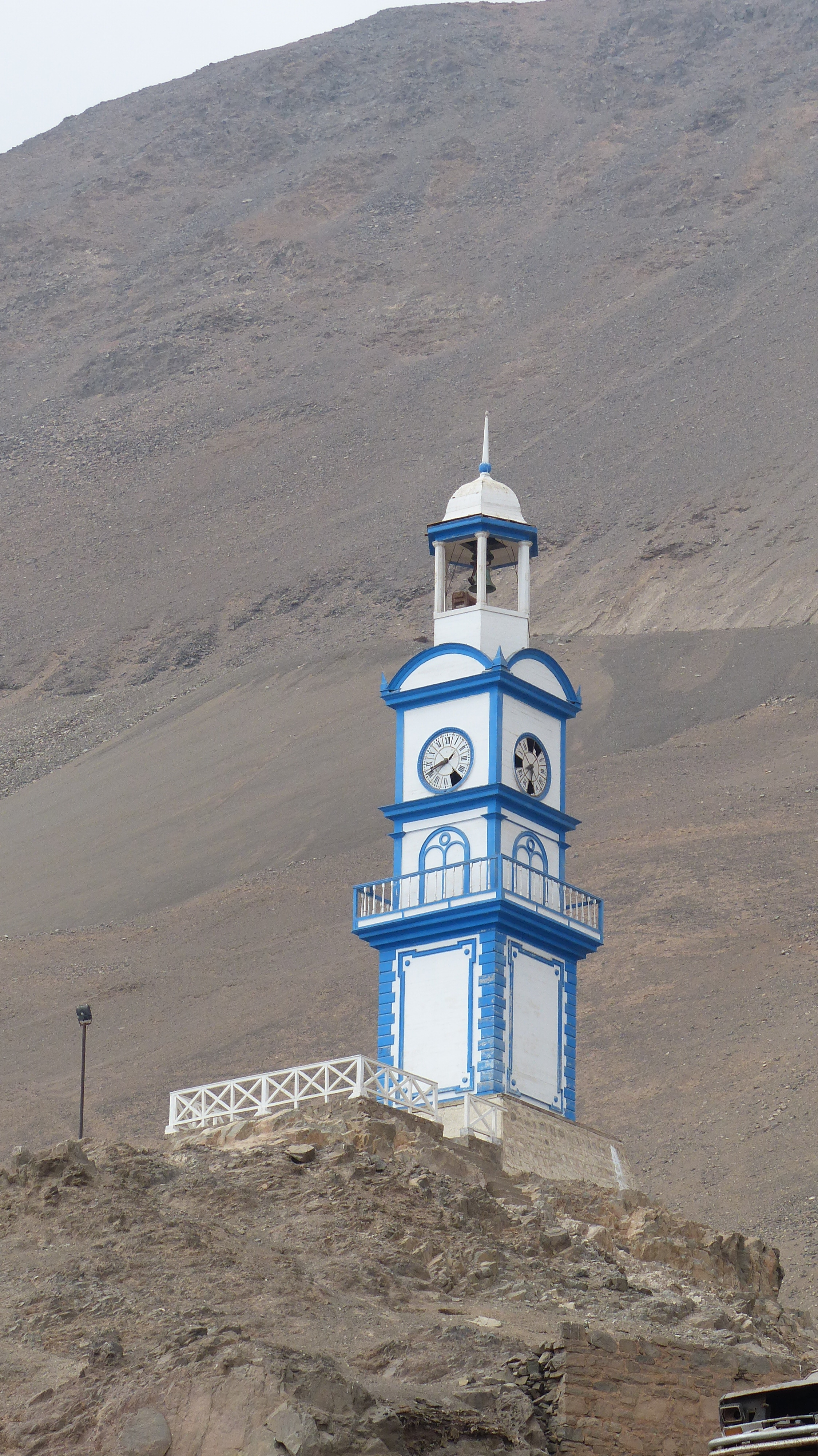
La Torre del Reloj de Pisagua, que conmemora el desembarco de las tropas chilenas en 1879.

En 1890, Francisco Risopatrón señalaba, respecto de la Bahía de Pisagua:[cita requerida]

Mide como seis kilómetros cuadrados de capacidad y ofrece abrigo contra el primero, segundo y tercer cuadrantes. Su tenedero es bueno, pero las fuertes rachas de los cerros, en el verano, obligan a los buques a fondear a dos anclas, con la proa al Sur. Fuera de la bahía, los vientos soplan siempre con poca fuerza. La bahía es profunda, con fondo de piedra en gran parte. El mejor fondeadero se encuentra al SE. en 40 a 45 metros de agua.
Francisco Risopatrón, 1890

La bahía está limitada por dos cabos, Punta Pisagua, al norte y, Punta Pichalo, de mayor envergadura, al sur. Más al norte de Punta Pisagua, se encuentra la desembocadura de la quebrada de Tana o Camiña, junto a una larga playa, denominada Caleta Pisagua o Pisagua Vieja, debido a que allí se había asentado originalmente la población.
El sector costero en los alrededores es escarpado y lleno de roqueríos, dando espacio únicamente a pequeñas caletas y algunas playas. Caleta Junín, Caleta Mejillones del Norte y Caleta Buena se encuentran al sur de Punta Pichalo y, pese a estar actualmente deshabitadas, tuvieron relativa importancia durante el auge salitrero y pesquero.
Dentro de la Bahía de Pisagua, existen pequeñas playas junto a la zona habitada y bajo el cementerio. Algunas playas más amplias son Playa Blanca (aislada y con un pequeño islote frente a esta) y la ubicada junto al antiguo Muelle Seis, al norte de la zona habitada. Pasada Punta Pisagua hacia el norte, la larga playa junto a la desembocadura de la quebrada de Tana o Camiña, es el único terreno llano de la costa hasta Caleta Camarones, más de cien kilómetros al norte.

### Clima
La zona de Pisagua presenta un clima desértico con nublados abundantes, caracterizándose por la nubosidad estratocumuliforme de limitado espesor que se presenta en horas de la noche, disipándose en el transcurso de la mañana; la escasa diferencia entre las temperaturas extremas diarias, así como entre los meses más cálidos y más fríos; la relativamente alta humedad y las casi inexistentes precipitaciones.
Sólo la parte alta del farallón costero, muy por encima de la localidad de Pisagua, se presenta el efecto de la camanchaca. Si bien no hay precipitaciones en Pisagua, las lluvias estivales de altura (más conocidas como invierno altiplánico) que caen en la precordillera y el altiplano, hacen que las aguas de la quebrada de Tana aumenten enormemente su caudal durante el mes de febrero. Los sedimentos que arrastran generan —en dicha oportunidad— una gran mancha que se extiende por varios kilómetros en el océano.
Uno de los más acuciantes problemas de esta localidad, en el siglo XIX como ahora, es el abastecimiento de agua potable para la población.

### Flora y fauna
La flora es prácticamente nula producto del clima desértico y los escasos árboles son el resultado de la intervención humana. Existen diversos aves como pelícanos, jotes y gaviotas, mientras en la costa existen grandes colonias de lobos de mar, principalmente sobre Punta Pichalo. La fauna marina es muy variada, destacando diversas especies de peces, mariscos y crustáceos. También destacan varios tipos de algas, como el huiro, que están siendo explotadas comercialmente.

## Cultura
En 1973, el cantautor chileno Ángel Parra lanzó el álbum Pisagua, basado en la novela «La semilla en la arena» del escritor comunista Volodia Teitelboim, quien estuvo recluido y detenido en esta localidad. Dicho álbum forma parte además del disco Pisagua + Chacabuco de 2003, así como de la reedición de Pisagua de 2004.